# Rompasso
Рома́н Вале́рьевич Крыло́в (род. 12 февраля 1997 год, Балаково, Саратовская область, Россия), более известный под псевдонимом Rompasso — российский диджей и музыкальный продюсер. Приобрел широкую популярность в 2016 году после выпуска трека «Angetenar».

## Биография
Роман Валерьевич Крылов родился 12 февраля 1997 года в городе Балаково Саратовской области. В юные годы активно занимался футболом. В 2014 году поступил в Балаковский политехнический техникум на специальность «Электроэнергетика», который успешно окончил.
Далее он стал диджеем и начал сочинять музыку.

## Музыкальная карьера
Как и многие подростки, Роман посещал клубы. Впитывая всю эту атмосферу, он в какой-то момент решил заняться музыкой. Музыкального образования Роман не имеет. Примечательно, что искусству саунд-продюсирования обучался в Интернете по видеоурокам. Первые свои работы он опубликовывал в собственной группе в социальной сети «Вконтакте», которые набирали большое количество прослушиваний. В его репертуар входили не только ремиксы, но и авторские работы. Несмотря на то, что его треки слушатели принимали тепло, Роман продолжал рассматривать занятие музыкой исключительно как хобби. Однако в июле 2016 года он выпускает трек «Angetenar», который стал широко известен и был тепло принят слушателями не только в России, но и за рубежом. Несмотря на то, что следующие треки не смогли произвести такой же фурор, как «Angetenar», Rompasso уверенно набирал популярность.
Новая волна популярности Романа настигла в июле 2018 года, когда на лейбле «Effective Records» вышел его трек «Ignis» — вокальная версия трека «Angetenar». Этот трек сумел пробиться в топ различных русских и зарубежных чартов, а в августе того же года на него был снят клип. Далее выходят такие работы как «Oxygen», «Paradise», «Body Talk», «Kamikaze», «Satellites», «Take», «Tesla» и «Insanity» , «Unlock».

## Дискография

### Мини-альбомы
- Angetenar (2016)
- Breath Of Memories (2017)